# Deheubarth
Deheubarth (lit. "parte de la derecha", indicado "el sur") era el nombre de los reinos regionales del sur de Gales, particularmente en oposición con Gwynedd (Latín: Venedotia). Se usa en la actualidad para designar a varios reinos unidos bajo la Casa de Dinefwr, pero Deheubarth no era considerado como un reino propiamente dicho a la manera de Gwynedd, Powys, o Dyfed se ve por su traducción al latín medieval como dextralis pars o como Britonnes dexterales ("Britanos del sur") y no como el nombre de un territorio. Para los escritores británicos más antiguos, Deheubarth era utilizado para todo el Gales actual, distinguiéndolo de Yr Hen Ogledd, las tierras ancestrales de Cunedda y los cumbrios.

## Historia

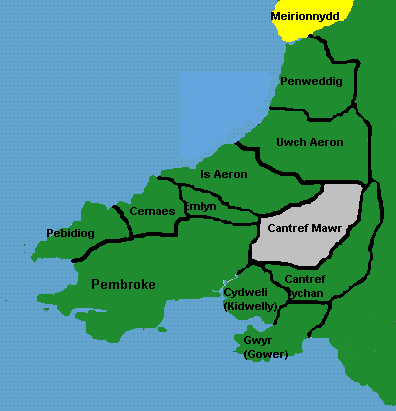
Cantrefi of Deheubarth, c. 1160.

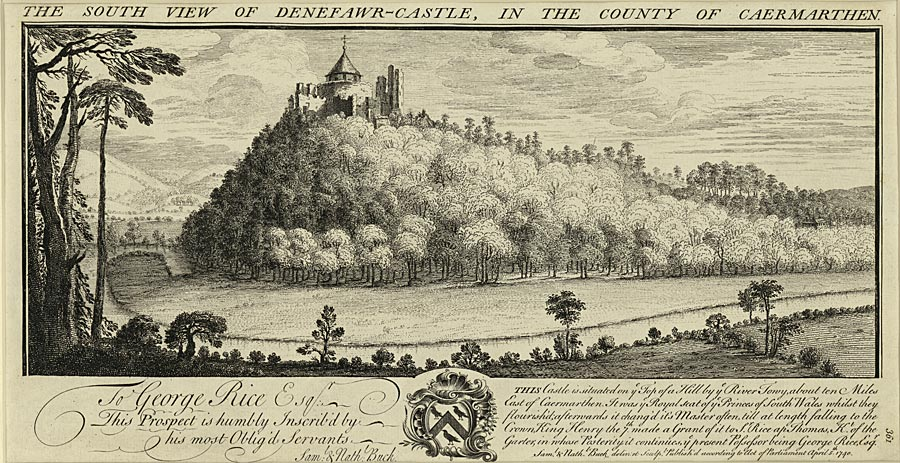
Dinefwr Castle, 1740

Deheubarth fue unificado en torno a 920 por Hywel Dda a partir de los territorios de Seisyllwg y Dyfed. Posteriormente se añadió también el Brycheiniog. Caerleon era la corte principal, pero la dinastía de Hywel fortificó y levantó una nueva base en Dinefwr, cerca de Llandeilo.
Tras el cénit marcado por Hywel, Dinefwr fue ocupado repetidamente. Primero, por los galeses del norte y el este: por Llywelyn ap Seisyll de Gwynedd en 1018; por Rhydderch ab Iestyn de Morgannwg en 1023; por Gruffydd ap Llywelyn de Gwynedd en 1041 y 1043. En 1075, Rhys ab Owain y los nobles de Ystrad Tywi asesinaron de forma traicionera a Bleddyn ap Cynfyn. Aunque Rhys fue rápidamente arrollado por Gwynedd y Gwent, su primo Rhys ap Tewdwr a través de su matrimonio con la familia de Bleddyn y del éxito militar, consiguió restablecer la hegemonía familiar sobre el sur de Gales, justo a tiempo para la segunda ola de conquistas: una prolongada campaña normanda dirigida por los Lores de las Marcas. En 1093, Rhys fue asesinado en circunstancias desconocidas mientras defendía Brycheiniog y su hijo Gruffydd tuvo que exiliarse brevemente.
Tras la muerte de Enrique I de Inglaterra en 1136, Gruffyd se alió con Gwynedd en contra de las incursiones normandas. Participó en la batalla de Crug Mawr junto a Owain Gwynedd y Cadwaladr ap Gruffydd contra los ingleses. No obstante, la liberada región de Ceredigion no fue restituida a Deheubarth, sino anexionada por Owain.
El largo y eficaz mandato del hijo de Gruffyd, Lord Rhys y las guerras civiles que sucedieron a la muerte de Owain Gwynedd permitieron al sur recuperar el nivel de hegemonía disfrutado bajo Hywel Dda dos siglos antes. A su muerte en 1197, sin embargo, Rhys redividió su reino entre sus hijos y ninguno de ellos consiguió recuperar el poder anterior. En la época de Llywelyn el Grande, a finales del siglo XII, los lores de Deheubarth eran meramente clientes de Gwynedd.
Tras la conquista de Eduardo I, el sur fue dividido en los Condados históricos de Cardiganshire, Carmarthenshire y Pembrokeshire por el Estatuto de Rhuddlan.